# Darius Robinson
Darius Saint-Robinson (* 17. November 1991 in College Park, Georgia) ist ein US-amerikanischer American-Football-Spieler auf der Position des Cornerbacks für die Munich Ravens in der European League of Football (ELF). Er spielte NCAA Division I College-Football für die Clemson Tigers.

## Sportlicher Werdegang

### Jugend
Robinson spielte an der Westlake High School in Atlanta American Football und galt zum Abschluss als einer der besten Passverteidiger seines Jahrgangs. Daraufhin wollten ihn mehrere renommierte Universitäten rekrutieren. Schließlich entschied er sich für die Clemson Tigers und somit unter anderem gegen die Auburn University oder Georgia Tech. Nachdem er als Freshman nur vereinzelt zum Einsatz gekommen war, entwickelte er sich in seiner zweiten Saison zum Starter, musste allerdings auch immer wieder Rückschläge durch Verletzungen hinnehmen. 2013 war Robinson in seinem letzten Jahr Co-Kapitän der Tigers. In zwölf Spielen gingen 30 Tackles, dreieinhalb Tackles for Loss sowie drei Interceptions in seine Statistik ein. Dabei gelang ihm auch sein erster Pick Six, also ein Interception-Return zum Touchdown. Mit seinem Team stand er im Januar 2014 im Orange Bowl, den die Tigers mit 40 zu 35 gegen die Ohio State Buckeyes gewannen.

### Herren
Im NFL Draft 2014 wurde Robinson von keinem Franchise ausgewählt. Kurz darauf wurde er jedoch als Undrafted Free Agent von den Buffalo Bills unter Vertrag genommen. Im Trainingscamp zog sich Robinson einen Labrumriss in seiner Schulter zu, worauf hin er von den Bills entlassen wurde. Die schwere Verletzung zwang Robinson zu einer mehrjährigen Pause, in der er sich zunächst vom Sport zurückzog. Im September 2017 wurde Robinson auf den europäischen Football aufmerksam und erstellte ein Spielerprofil. Robinson bekam von mehreren Teams Anfragen und entschied sich letztlich für die New Yorker Lions aus Braunschweig. In der Saison 2018 kam der Defensive Back in 15 GFL-Spielen sowie in den Spielen der Big6 European Football League zum Einsatz. In der GFL war er mit 34 Tackles sowie fünf Interceptions einer der besten Defensiv-Spieler der Lions. Zwar scheiterten die Lions im Halbfinale der GFL-Play-offs, doch konnten sie den Eurobowl XXXII gegen die Frankfurt Universe mit 20 zu 19 gewinnen.
Im Februar 2019 wurde Robinson von den Swarco Raiders Tirol verpflichtet, wo er unter Cheftrainer Shuan Fata in der Austrian Football League spielte. In seiner ersten Saison bei den Raiders hatte er 13 Tackles und fing sogar als Wide Receiver zwei Pässe in der Offensive. Bereits beim ersten Saisonhöhepunkt im Juni spielte Robinson eine herausragende Rolle, als er im CEFL Bowl XIV zwei Return-Touchdowns erzielte und so erheblich zum 46:42-Sieg gegen die Calanda Broncos beitrug. Für diese Leistung wurde er als CEFL MVP ausgezeichnet. Die Saison schlossen die Raiders zudem mit Gewinn der österreichischen Meisterschaft ab. Auch in der Saison 2020 sollte Robinson in Innsbruck spielen und sogar erstmals Aufgaben im Trainerbereich übernehmen, doch nahmen die Raiders aufgrund der COVID-19-Pandemie nicht am Spielbetrieb der verkürzten AFL-Saison teil.
Anfang Dezember 2020 unterschrieb Robinson bei den Las Rozas Black Demons aus der spanischen Liga Nacional de Fútbol Americano. Für die Black Demons erzielte Robinson einen Touchdown und verhalf seinem Team zu sieben Siegen in Folge. Kurz vor Saisonende wurde Robinson zur historisch ersten Saison der European League of Football 2021 von den Panthers Wrocław verpflichtet. Dort fing er in den ersten drei Saisonspielen zwei Interceptions und erzielte einen Touchdown. Auch in den darauffolgenden Wochen gehörte Robinson zu den besten Passverteidigern der Liga. Darüber hinaus konnte er auch als Returner in den Special Teams auf sich aufmerksam machen. Im Oktober verlängerte Robinson seinen Vertrag bei den Panthers um eine weitere Saison. Vom Sportmagazin American Football International wurde Robinson zudem zum Jahresende in das AFI’s All-Europe Team 2021 ernannt.
Am 4. November 2022 wurde er von den Munich Ravens für die Saison 2023 der European League of Football verpflichtet.

## Beruflicher Werdegang
Robinson studierte „Community Recreation and Sport Management“ an der Clemson Universität in South Carolina. 2014 gründete er mit Bosses United International sein eigenes Unternehmen, das in der Programmentwicklung tätig ist. „Ich habe bereits am College, als ich meine erste schwere Verletzung hatte, erkannt, dass Football nicht alles ist. Ich habe mich daher sehr mit E-Commerce und Direktmarketing beschäftigt“, so Robinson. Darüber hinaus ist er unter dem Pseudonym D-Rob beziehungsweise DrobCEO als Musiker aktiv.

## Statistiken
| Jahr                                                           | Team             | Spiele 1 | Tackles | Tackles | Tackles | Tackles | Tackles | Pass Defense | Pass Defense | Pass Defense | Pass Defense | Pass Defense | Fumbles | Fumbles | Fumbles | Blk |
| Jahr                                                           | Team             | Spiele 1 | Total   | Solo    | Ast     | TFL     | Sack    | INT          | YDS          | TD           | BU           | PD           | FF      | FR      | TD      | Blk |
| -------------------------------------------------------------- | ---------------- | -------- | ------- | ------- | ------- | ------- | ------- | ------------ | ------------ | ------------ | ------------ | ------------ | ------- | ------- | ------- | --- |
| European League of Football                                    |                  |          |         |         |         |         |         |              |              |              |              |              |         |         |         |     |
| 2021                                                           | Panthers Wrocław | 10       | 28      | 14      | 14      | 3,0     | 0,0     | 3            | 108          | 2            | 06           | 08           | 1       | 1       | 1       | 2   |
| 2022                                                           | Panthers Wrocław | 11       | 31      | 16      | 15      | 1,0     | 0,0     | 0            | 000          | 0            | 05           | 05           | 1       | 0       | 0       | 0   |
| 2023                                                           | Munich Ravens    | 1        | 5       | 4       | 1       | 0,5     | 0,0     | 0            | 000          | 0            | 0            |              | 0       | 0       | 0       | 0   |
| ELF Gesamt                                                     | ELF Gesamt       | 22       | 64      | 34      | 30      | 4,5     | 0,0     | 3            | 108          | 2            | 11           | 13           | 2       | 1       | 1       | 2   |
| Quellen: stats.europeanleague.football, sportsmetrics.football |                  |          |         |         |         |         |         |              |              |              |              |              |         |         |         |     |